# Katerina Stefanidi
Katerina Stefanidi (n. 4 februarie 1990, Atena, Grecia) este o atletă ce a reprezentat Grecia, medaliată olimpică. A participat la patru ediții ale Jocurilor Olimpice (2012, 2016, 2020, 2024) în care a câștigat o medalie de aur în proba de săritura cu prăjina.

## Palmares
| An   | Competiție                              | Locație                    | Loc | Note   |
| ---- | --------------------------------------- | -------------------------- | --- | ------ |
| 2005 | Campionatul Mondial de Juniori (sub 18) | Marrakech, Maroc           | 1   | 4,30 m |
| 2007 | Campionatul European de Juniori         | Hengelo, Țările de Jos     | 10  | 3,95 m |
| 2007 | Campionatul Mondial de Juniori (sub 18) | Ostrava, Cehia             | 2   | 4,25 m |
| 2008 | Campionatul Mondial de Juniori          | Bydgoszcz, Polonia         | 3   | 4,25 m |
| 2011 | Campionatul European de Tineret         | Ostrava, Cehia             | 2   | 4,45 m |
| 2011 | Universiada                             | Shenzhen, China            | 3   | 4,45 m |
| 2012 | Campionatul European                    | Helsinki, Finland          | 12  | FR     |
| 2012 | Jocurile Olimpice                       | Londra, Marea Britanie     | 24  | 4,25 m |
| 2013 | Campionatul European în sală            | Göteborg, Suedia           | 13  | 4,36 m |
| 2014 | Campionatul European                    | Zürich, Elveția            | 2   | 4,60 m |
| 2015 | Campionatul European în sală            | Praga, Cehia               | 2   | 4,75 m |
| 2015 | Campionatul Mondial                     | Beijing, China             | 15  | 4,45 m |
| 2016 | Campionatul Mondial în sală             | Portland, Statele Unite    | 3   | 4,80 m |
| 2016 | Campionatul European                    | Amsterdam, Țările de Jos   | 1   | 4,81 m |
| 2016 | Jocurile Olimpice                       | Rio de Janeiro, Brazilia   | 1   | 4,85 m |
| 2017 | Campionatul European în sală            | Belgrad, Serbia            | 1   | 4,85 m |
| 2017 | Campionatul European pe Echipe          | Villeneuve d'Ascq, Franța  | 1   | 4,70   |
| 2017 | Campionatul Mondial                     | London, Marea Britanie     | 1   | 4,91 m |
| 2018 | Campionatul Mondial în sală             | Birmingham, Marea Britanie | 3   | 4,80 m |
| 2018 | Campionatul European                    | Berlin, Germania           | 1   | 4,85 m |
| 2018 | Cupa Continentală                       | Ostrava, Cehia             | 2   | 4,85 m |
| 2019 | Campionatul European în sală            | Glasgow, Marea Britanie    | 4   | 4,65 m |
| 2019 | Campionatul European pe Echipe          | Bydgoszcz, Polonia         | 1   | 4,70 m |
| 2019 | Campionatul Mondial                     | Doha, Qatar                | 3   | 4,85 m |
| 2021 | Jocurile Olimpice                       | Tokio, Japonia             | 4   | 4,80 m |
| 2022 | Campionatul Mondial                     | Eugene, Statele Unite      | 5   | 4,70 m |
| 2022 | Campionatul European                    | München, Germania          | 2   | 4,75 m |
| 2023 | Campionatul European în sală            | Istanbul, Turcia           | 4   | 4,60 m |
| 2023 | Campionatul European pe Echipe          | Chorzow, Polonia           | 8   | 4,40 m |
| 2023 | Campionatul Mondial                     | Budapesta, Ungaria         | –   | FR     |
| 2024 | Campionatul Mondial în sală             | Glasgow, Marea Britanie    | 7   | 4,55 m |
| 2024 | Campionatul European                    | Roma, Italia               | 2   | 4,73 m |
| 2024 | Jocurile Olimpice                       | Paris, Franța              | 9   | 4,70 m |

## Recorduri personale
| Probă                       | Performanță | Dată              | Locație  |
| --------------------------- | ----------- | ----------------- | -------- |
| Săritură cu prăjina         | 4,91 m RN   | 6 august 2017     | Londra   |
| Săritură cu prăjina în sală | 4,90 m      | 20 februarie 2016 | New York |